# De allerslechtste echtgenoot van Nederland
De allerslechtste echtgenoot van Nederland was een Nederlands televisieprogramma dat werd uitgezonden door BNN en werd geproduceerd door Skyhigh TV. Het programma was een vervolg op De allerslechtste chauffeur van Nederland, en werd gepresenteerd door Ruben Nicolai.

## Format
In het programma moesten acht echtgenoten aan hun vrouw, waarvan het huwelijk onder spanning staat, bewijzen dat hun relatie het nog waard is. Bijna elke week viel er een echtgenoot af. Dit werd met behulp van verschillende proeven bepaald door een jury. Diegene die die week de meeste vordering heeft gemaakt mocht naar huis gaan. De jury bestond uit Goedele Liekens (seksuoloog/psycholoog), Bram Bakker (psychiater), Marja Middeldorp (jureert op het gebied van huishoudorganisatie) en Steven Pont (ontwikkelingspsycholoog).
Uiteindelijk bleef De allerslechtste echtgenoot van Nederland over, hij won een trofee. Uiteindelijk werd ook bepaald welke echtgenoot, gezien over het gehele programma, de meeste vordering had gemaakt en dus de beste onder slechtste was. Dit koppel won een tweede huwelijksreis naar een exotische bestemming.
Echtpaar Peter en Anita was al eerder te zien in het RTL-programma Oh Oh Europa. Winnaar Rob dook in 2025 op als deelnemer in B&B Vol Liefde.

## Seizoen 1 (2013)
Het eerste seizoen begon op 16 april 2013. De opdrachten werden uitgevoerd door acht kandidaten.
| Naam              | Week 11 | Week 2 | Week 3 | Week 4 | Week 5 | Week 61 | Week 7 | Week 8 | Opmerkingen    |
| ----------------- | ------- | ------ | ------ | ------ | ------ | ------- | ------ | ------ | -------------- |
| Rob & Renee       |         |        |        |        |        |         |        |        | Allerslechtste |
| Herman & Michelle |         |        |        |        |        |         |        |        | Finalist       |
| Bert & Lia 2      |         |        |        |        |        |         |        |        | Finalist       |
| Jaap & Kimberly   |         |        |        |        |        |         |        |        | Afvaller 5     |
| Anthony & Nerina  |         |        |        |        |        |         |        |        | Afvaller 4     |
| Zekai & Larissa   |         |        |        |        |        |         |        |        | Afvaller 3     |
| Roel & Mariëlle   |         |        |        |        |        |         |        |        | Afvaller 2     |
| Peter & Anita     |         |        |        |        |        |         |        |        | Afvaller 1     |

Legenda:
 Kandidaat is afgevallen
 Kandidaat mag naar huis
 Kandidaat is nog in het spel
1 Er viel in de eerste en de zesde aflevering niemand af
2 Boekte tijdens het seizoen de meeste vordering, hiermee won dit koppel een huwelijksreis

### Kijkcijfers
| Afl. | Datum         | Kijkcijfers | MADL  | Plek in top 25 |
| ---- | ------------- | ----------- | ----- | -------------- |
| 1    | 16 april 2013 | 973.000     | 14,9% | 13             |
| 2    | 23 april 2013 | 681.000     | 10%   | 22             |
| 3    | 7 mei 2013    | 840.000     | 14,1% | 12             |
| 4    | 21 mei 2013   | 775.000     | 12%   | 17             |
| 5    | 28 mei 2013   | 774.000     | 13,8% | 14             |
| 6    | 4 juni 2013   | 802.000     | 14,5% | 11             |
| 7    | 11 juni 2013  | 692.000     | 12,9% | 15             |
| 8    | 18 juni 2013  | 717.000     | 15,8% | 9              |

- Op 30 april 2013 was er geen uitzending in verband met de troonswisseling.
- Op 14 mei 2013 was er ook geen uitzending in verband met de eerste voorronde van het Eurovisiesongfestival.

3 op Reis ·
Afkicken ·
De allerslechtste echtgenoot van Nederland ·
Atletico Ananas ·
AVRO's Sterrenslag ·
Baby te huur ·
De Badgasten ·
De beste ·
Bitches ·
Bloed, Zweet en Luxeproblemen ·
Break Free · 
Cash Cab ·
Comedy Live ·
Costa! ·
Crazy 88 ·
Dennis en Valerio vs de rest ·
Dennis vs Valerio ·
Doe Maar Normaal ·
Egoland ·
Feuten ·
Finals ·
Floortje en de ambassadeurs · 
Floortje naar het einde van de wereld ·
Get Smarter in a Week ·
Golden Oldies ·
De Grote Donorshow ·
Hey DJ ·
Je zal het maar hebben ·
Je zal het maar zijn ·
Kannibalen ·
Katja vs Bridget ·
Katja vs De Rest ·
Kebab TV ·
De Klimaatpolitie ·
Lama gezocht ·
De Lama's ·
Lijst 0 ·
Loverboys ·
MaDiWoDoVrijdagshow ·
De Man met de Hamer ·
Mystery Party ·
De Nationale Eettest ·
De Nationale IQ Test ·
Neuken doe je zo! ·
De Nieuwste Show ·
Nu we er toch zijn ·
Onderweg naar Morgen ·
Over Mijn Lijk ·
Ranking the Stars ·
Rat van Fortuin ·
Ruben vs Geraldine ·
Ruben vs Katja ·
Ruben vs Sophie ·
Het schnitzelparadijs ·
De School ·
De slechtste chauffeur van Nederland ·
Sluipschutters ·
Smeris ·
De Social Club ·
Spuiten en Slikken ·
De Stalkshow ·
StartUp ·
Sterretje Gezocht ·
Stop in the Name of Love ·
Tessa ·
Tequila ·
Top of the Pops ·
Try Before You Die ·
Van God Los ·
Vier handen op één buik ·
VOC ·
Vrijdag op Maandag ·
Waar kan ik je 's nachts voor wakker maken? ·
Walhalla ·
Weg met BNN ·
De Zeven Zeeën